# Hidrologia

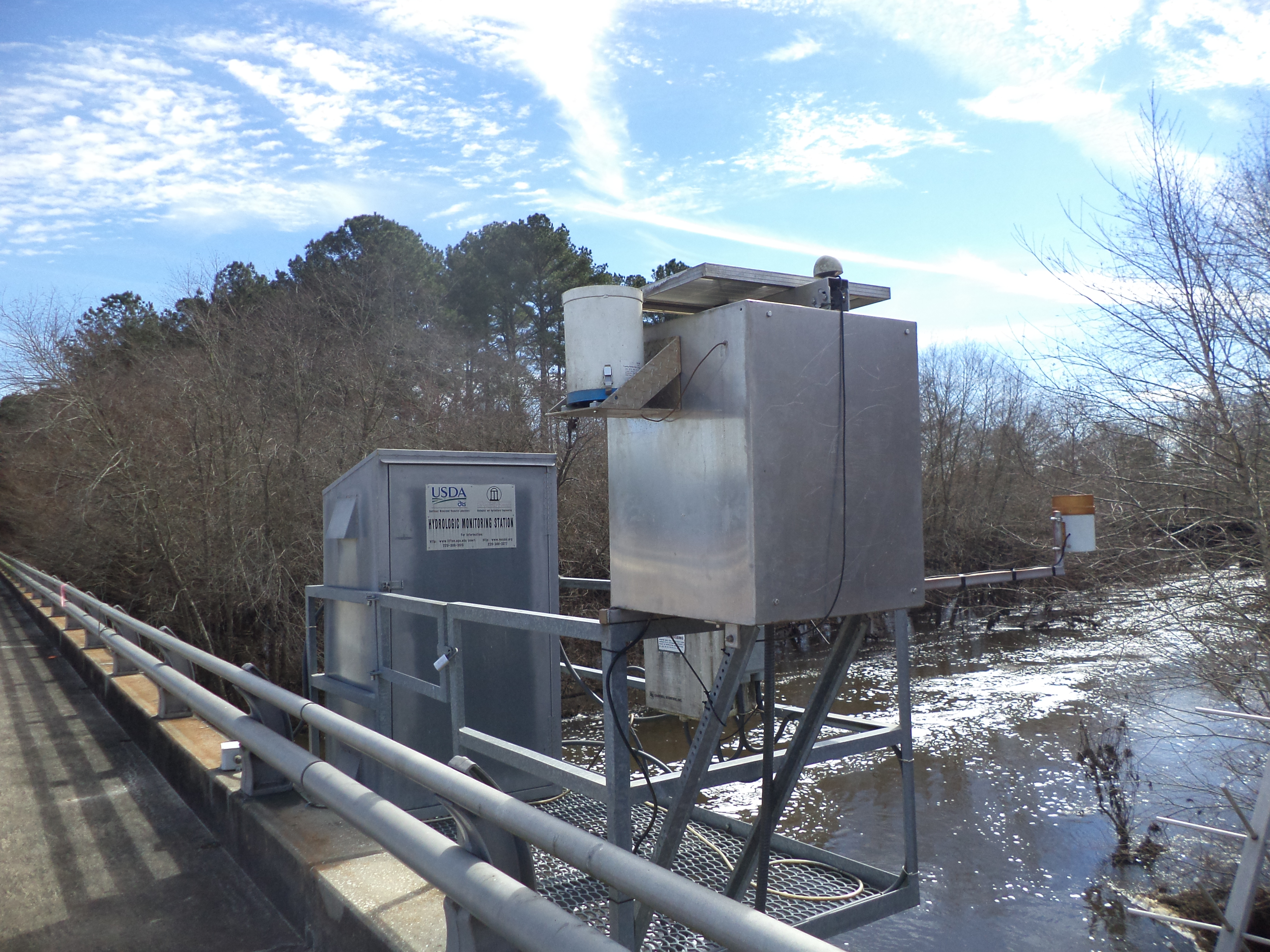
Estació de seguiment hidrològic al llac Reed Bingham. Reed Bingham State Park, Ellenton,Georgia, Estats Units

La hidrologia és la ciència que estudia les aigües terrestres (l’aigua líquida i sòlida, continental i marina), el seu cicle i les seves aplicacions, distribució, composició, propietats físiques, corrents, cabals, etc., així com els aspectes econòmics i ambientals. Per als autors francesos antics era la ciència que estudiava els aspectes químics i bacteriològics de l’aigua i les seves característiques medicinals. El terme didrologia, anteriorment, era equivalent a hidrogeologia. Hom distingeix una hidrologia marina i una hidrologia fluvial o continental.
La hidrologia es divideix en hidrologia de les aigües superficials, hidrologia subterrània (hidrogeologia) i hidrologia marina. L'àmbit científic de la hidrologia inclou la hidrometeorologia, la hidrologia superficial, la hidrogeologia, la gestió de les conques de drenatge i la qualitat de l’aigua. L’oceanografia i la meteorologia no s'inclouen perquè l’aigua és només un dels molts aspectes importants d’aquests camps. La investigació hidrològica pot informar l'enginyeria, la política i la planificació del medi ambient .

## Definicions
En el transcurs del seu desenvolupament la hidrologia s'ha definit de diverses maneres, una de les més simples és la que es deriva de l'anàlisi etimològica del vocable, per això, es tindria: La hidrologia és la ciència de l'aigua .
En el nivell actual de desenvolupament de les activitats humanes i de les ciències en general no es pot satisfer amb la definició anterior, massa simplista i incompleta, per això es recomana analitzar les següents:
| «                                                       | Hidrologia és la ciència que tracta de les aigües de la Terra, la seva ocurrència, circulació i distribució, les seves propietats físiques i químiques i la seva influència sobre el medi ambient, incloent-hi la relació amb els éssers vivents. El domini de la hidrologia abasta la història completa de l‟existència de l‟aigua sobre la terra | » |
| — U.S. Federal Council for Science and Tecnology (1962) | |   |

| «                                    | Hidrologia és la ciència que tracta dels processos que regeixen l'esgotament i la recuperació dels recursos d'aigua a les àrees continentals de la Terra i en les diverses fases del cicle hidrològic. | » |
| — Organització Meteorològica Mundial | |   |

## Ciència de l'aigua
La hidrologia és la ciència del moviment i el transport de l’aigua a la natura. Es dedica a l'estudi de l'aigua a la Terra i relaciona l'atmosfera, la litosfera, la biosfera i la hidrosfera que originen el moviment, la distribució, la qualitat i els aspectes ambientals de l'aigua. A grans trets, també tracta les relacions físiques i químiques. En general, es preocupa d’esdeveniments naturals com les precipitacions, les escorrenties, la sequera, les inundacions, les aigües subterrànies, el seu control, predicció i gestió. Pel que fa a l'aplicació, la hidrologia proporciona lleis bàsiques, equacions, algoritmes, procediments i modelització de tots aquests esdeveniments per a l'ús pràctic i aplicabilitat.També cobreix les aplicacions pràctiques i de camp per a l'avaluació dels recursos hídrics amb càlculs racionals simples que proporcionen una gestió adequada de l'aigua.
Els hidròlegs apliquen coneixements científics i principis matemàtics per resoldre problemes relacionats amb l'aigua en la societat: problemes de quantitat, qualitat i disponibilitat. Es poden ocupar de trobar subministraments d’aigua per a ciutats o granges, del regadiu, o controlar les inundacions dels rius o l’ erosió del sòl. També poden treballar en la protecció del medi ambient: prevenció o neteja de la contaminació o localització de llocs per a l'eliminació segura de residus perillosos. El treball dels hidròlegs és tan variat com l’ús de l’aigua i pot anar des de la planificació de projectes d’aigua interestatal de milions de dòlars, fins a assessorar els propietaris sobre problemes de drenatge del seu jardí.
La hidrologia és essencial en l'estudi del modelat de l'escorça terrestre (geomorfologia) i fonamental en la definició dels diferents relleus.

## Història

### Inicis de la ciència hidrològica
Científics tan influents com l'astrònom alemany Johannes Kepler (1571-1630), Atanasius Kircher (1602-1680) i el mateix René Descartes (1596-1650), no solament van acollir les teories dels antics grecs sinó que, a més, les van divulgar i il·lustrar amb aportacions fruit d'una fantasia inaudita.
Així doncs, Johannes Kepler, en els seus escrits no va saber dir res més sobre l'origen de les aigües subterrànies, sinó comparar-les a un enorme animal que s'empassava l'aigua de la mar i la digeria, sent l'aigua dolça de les deus el producte final del seu metabolisme. Les idees d'Atanasius Kircher, exposades en el seu "Mundus Subterraneum", publicat el 1664, són també d'una imaginació espectacular.
René Descartes en els seus "Principis de la Filosofia", escrit el 1644, creia en l'existència de grans cavitats plenes d'aigua per sota de les muntanyes […] i que quan són retallades pel terreny, originen les deus, que discorren per la vall, es reagrupen, formen els rius i arriben fins al mar. Jean François, el mestre de Descartes, va escriure vint anys després (1665) en el seu "Arts des Fontaines et Science des Eaux", que no estava d' acord amb el seu deixeble tot i l'admiració que li professava.

### Precursors de la hidrogeologia
Cal situar-los a la fi de segle xvii, associats a les idees i demostracions quantitatives dels francesos Pierre Perrault (1608-1680) i Edmé Mariotte (1620-1684), entre d'altres, i a les aportacions científiques i experimentals del famós astrònom anglès Edmond Halley (1656-1742)
Pierre Perrault a "De l'origine des Fontaines", obra publicada el 1674, va fer valuoses aportacions experimentals, amb les que va remoure el complicat problema de l'origen de les aigües subterrànies.
Edmé Mariotte publicà el 1685 (any següent a la seva mort) l'obra titulada "Traité du mouvement des Eaux et des autres Corps fluides ". Les idees que exposa en aquesta, són d'una claredat meridiana, no ja només pel que fa a la infiltració profunda de l'aigua, sinó també sobre el cicle hidrològic en general.
Les observacions i experiments d'Edmond Halley sobre l'índex d'evaporació van complementar les idees establertes per Perrault i Mariotte, creant el primer cos de doctrina sobre l'origen de les aigües subterrànies, del seu desplaçament, del cabal dels rius i del cicle hidrològic en general.

### Modernització
Al segle xix, els estudis experimentals es van modernitzar molt i van establir una base ferma de la ciència hidrologica. La majoria de les contribucions es van relacionar amb la hidrologia de les aigües subterrànies i la mesura de les aigües superficials. Llei de Darcy (Henry Darcy, 1856) del flux d'aigües subterrànies, fórmula del pou de Dupuit (Jules Dupuit, 1858, Aproximació de Dupuit-Forchheimer), llei del flux capil·lar de Hagen-Poiseuille, fórmula de la descàrrega de resclosa de Francis, la determinació de Ganguillet i de Kutter del coeficient de Chezy, la fórmula de flux de Manning, el desenvolupament del mesurament de la taxa del corrent i la llei de Dalton.

### Hidrologia contemporània
Robert Elmer Horton (1875-1945) va ser un dels hidròlegs més importants del segle xx. El seu llegat es reconeix en el concepte de "cabal terrestre hortonià", considerat durant molt de temps el mecanisme dominant de generació de les escorrenties de la tempesta (i que encara és la base d'alguns models de resposta hidrològica de la captació). Nascut a Parma, Michigan, el 1875, Horton es va convertir en enginyer del Servei Geològic del districte de Nova York el 1900, després d’analitzar el flux d’aigua al voltant del canal Erie. El seu treball va demostrar que la quantitat de precipitacions que arriben a un rierol depèn del que va anomenar la capacitat d'infiltració del sòl. Després va formular les seves regles, ara anomenades lleis de Horton, que determinen els patrons en rierols i el seu drenatge. Horton és el principal responsable de la comprensió detallada de les diferents fases del cicle hidrològic, com ara la infiltració, l'evaporació, la transpiració i l'escorrentia.

## Importància de la hidrologia

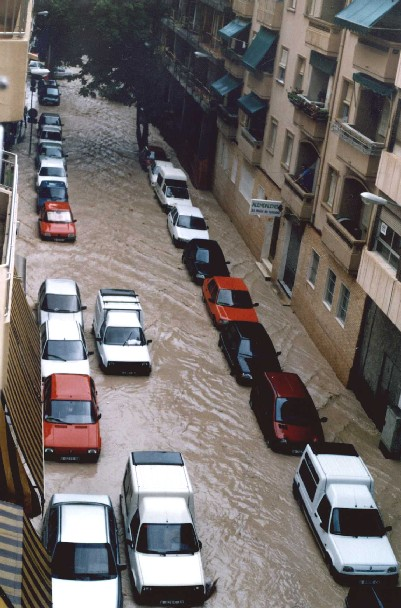
Les inundacions són esdeveniments hidrològics extrems que es poden prevenir mitjançant l'estudi de la hidrologia. Inundació a Alacant.

Actualment la hidrologia té un paper molt important en el planejament de l'ús dels recursos hidràulics, i ha esdevingut part fonamental dels projectes d'enginyeria que tenen a veure amb subministrament d'aigua, disposició d'aigües servides, drenatge, protecció contra l'acció de rius i la recreació. D'altra banda, la integració de la hidrologia amb la geografia matemàtica en especial a través dels sistemes d'informació geogràfica ha conduït a l'ús imprescindible del computador en el processament d'informació existent i en la simulació d'esdeveniments futurs.
Els estudis hidrològics són fonamentals per a:
- El disseny de obres hidràuliques, per efectuar aquests estudis s'utilitzen freqüentment models matemàtics que representen el comportament de tota la conca sustentada per l'obra en examen.
- L'operació optimitzada de l'ús dels recursos hídrics en un sistema complex d'obres hidràuliques, sobretot si són d'usos múltiples. En aquest cas s'utilitzen generalment models matemàtics conceptuals, i es processen a temps real.
- El correcte coneixement del comportament hidrològic de com un riu, rierol, o d'un llac és fonamental per poder establir les àrees vulnerables als esdeveniments hidro meteorològics extrems.
- Preveure un correcte disseny d'infraestructura viària, com ara camins, carreteres, ferrocarrils, etc.

Tot això i moltes aplicacions més fan que l'hidròleg sigui un personatge important a tot equip multidisciplinar que enfronta problemes d'enginyeria civil en general i problemes de caràcter ambiental.